# Зимбабвийский африканский национальный союз
Зимбабвийский африканский национальный союз (англ. Zimbabwe African National Union; сокращённо ЗАНУ) — политическая партия и боевая организация, сражавшаяся в войне в Южной Родезии против колониального правительства Южной Родезии. Была основана 8 августа 1963 года в результате откола от марксистско-ленинистской партии Союза африканского народа Зимбабве. В 1975 году разделилась на Зимбабвийский африканский национальный союз — Патриотический фронт, лояльный Роберту Мугабе, и Зимбабвийский африканский национальный союз — Ндонга, лояльный Ндабанинги Ситоле.

## История

### Ранняя история
Союз был сформирован 8 августа 1963 года, когда в доме Эноса Нкала Ндабанинги Ситоле, Герберт Читепо, Эдгар Текере, Леопольд Такавира, Генри Хамадзирипи и Мукудзеи Мидзи приняли решение об отсоединении от Союза африканского народа Зимбабве (сокращённо ЗАПУ). Основатели были недовольны активной воинственной политикой Джошуа Нкомо.
И ЗАНУ, и ЗАПУ сформировали военные крылья: соответственно, Африканскую национально-освободительную армию Зимбабве (ЗАНЛА) и Народную революционную армию Зимбабве (ЗИПРА) для борьбы с захватчиками из соседних стран — ЗАНЛА с Мозамбиком и Замбией, ЗИПРА с Замбией и Ботсваной. Большинство операций ЗАНУ планировалось из ссылки, где руководство партии находилось на протяжении 1970-х годов. У партии были офисы в Лусаке, Дар-эс-Саламе, Мапуту и Лондоне. Военнизированное крыло Зимбабве зависило от маоистского Китая в финансах, поставках оружия и обучении.

### Расколы
В 1973 году Натан Шамуярира со своими товарищами ушли из партии в Фронт освобождения Зимбабве, после того как заявка Натана на лидерство в партии была отклонена Читепо.
После убийства Герберта Читепо 18 марта 1975 года, лидерство в партии перешло к Ситоле. Поскольку Ндабанинги был приверженцем разрядки, он столкнулся с оппозицией в виде более радикального крыла ЗАНУ. Этот кризис разросся с принятием Мгагаоской декларации, в которой лидеры и партизаны ЗАНЛА заявили о своей оппозиции Ситоле. В итоге это привело к расколу ЗАНУ на группу во главе с Ситоле, отказавшуюся от насильственной борьбы, и группу во главе с Робертом Мугабе и Саймоном Музендой, при поддержке военнизированного крыла, которая выступала за радикальную борьбу.
Обе фракции продолжали использовать название «Зимбабвийский африканский национальный союз». Группа Ситоле стала известна как Зимбабвийский африканский национальный союз — Ндонга, а группа Мугабе как Зимбабвийский африканский национальный союз — Патриотический фронт.